# 家電探偵は静かに嗤う。
『家電探偵は静かに嗤う』（かでんたんていはしずかにわらう）は、原作：藤見泰高、作画：岩澤紫麗による日本の漫画。『チャンピオンRED』（秋田書店）にて2011年11月号から2013年7月号まで連載。2012年12月号にはドラマCDが付録となった。
考えるより先に手が出る女刑事・小野寺アンヌは家電サービスマン・家山電にひょんなことから出会い、2人はことあるごとに家電にまつわる事件に巻き込まれていく。熱血脳筋女刑事・小野寺アンヌと家電のプロフェッショナル・家山電の凸凹コンビが家電の知識を使って事件を解決していく新感覚家電ミステリー。

## キャラクター
声優はチャンピオンRED付録ドラマCDより。
家山 電（いえやま あかり）
声 - 松岡禎丞
瞬速家電修理社の家電サービスマン。愛用するゴム手袋をはめることでスイッチが入り、推理の冴えを見せる。「家電は嘘をつきません」などが口癖であり、モットー。家電を人間のように取り扱う。美少女フュギュアや特撮に詳しいオタクであり、推理を手助けする代わりにアンヌをよくコスプレをさせている。
小野寺 アンヌ（おのでら アンヌ）
声 - 日笠陽子
刑事課の女刑事。通称「フルコン」。ライダースーツをよく着用し、マーシャルアーツなどの格闘技とグラマラスなボディを持つ。
正義感が強く、そのために捜査も直情型で周りの刑事たちからも煙たがられている。もっぱら事件においては犯人との肉弾戦を担当。
番猫（ばんねこ）
巨大家電メーカー「タテワキエレクトロ」のディベーター（クレーム処理係）。ゴスロリルックに猫面、番傘の少女。人前では猫の面はほとんど外さない。
家電知識は電に匹敵するほどだが、ドジっ子。
電の婚約者を自称しているが、電いわく「彼女の親が勝手に決めたもの」。
柊 かえで（ひいらぎ かえで）
声 - 斎藤千和
少年課の刑事。アンヌとは仲がいい。
課長（かちょう）
声 - 緒方賢一
アンヌの上司。頭の禿げた中年男性。怪しい英語を使う。コーヒーにこだわりが強い。
マジカルろり高生ミルンちゃん（マジカルろりこうせいミルンちゃん）
声 - 加隈亜衣
劇中アニメのキャラクター。電はこのキャラクターのフィギュアを所持しているが、造形自体が気に入っているため、アニメ番組は見たことがない。

## 書誌情報
- 原作：藤見泰高、作画：岩澤紫麗 『家電探偵は静かに嗤う』 秋田書店〈チャンピオンREDコミックス〉、全4巻
  1. 2012年3月19日発売 ISBN 978-4-253-23541-9
  2. 2012年10月19日発売 ISBN 978-4-253-23542-6
  3. 2013年5月20日発売 ISBN 978-4-253-23543-3
  4. 2013年7月19日発売 ISBN 978-4-253-23544-0